# Petite rivière Jean-Boivin
Cet article possède des paronymes, voir Rivière Boivin et Rivière Jean-Boivin.
La petite rivière Jean-Boivin est un cours d'eau douce affluent de la rivière Jean-Boivin, coulant dans le territoire non organisé de Lac-Ministuk, dans la municipalité régionale de comté du Fjord-du-Saguenay, dans la région administrative du Saguenay–Lac-Saint-Jean, dans la province de Québec, au Canada. Le cours supérieur de la petite rivière Jean-Boivin traverse la réserve faunique des Laurentides.
La vallée de la petite rivière Jean-Boivin est située entre la route 175 et la route 169 ; d’autres routes forestières secondaires ont été aménagées dans le secteur pour les besoins de la foresterie et des activités récréotouristiques,.
La foresterie constitue la première activité économique du secteur ; les activités récréotouristiques, en second.
La surface de la petite rivière Jean-Boivin est habituellement gelée de la fin novembre au début avril, toutefois la circulation sécuritaire sur la glace se fait généralement de la mi-décembre à la fin mars.

## Géographie
Les principaux bassins versants voisins de la petite rivière Jean-Boivin sont :
- côté nord : rivière Jean-Boivin, rivière Cyriac, lac McDonald, ruisseau McDonald, ruisseau Patrie, lac Kénogami, rivière Saguenay ;
- côté est : rivière Jean-Boivin, rivière Cyriac, ruisseau Hector, rivière Normand ;
- côté sud : Petite rivière Pikauba, le Grand Ruisseau, rivière Pikauba ;
- côté ouest : rivière Pikauba, ruisseau à la Blague[2].

La petite rivière Jean-Boivin prend sa source d’un lac non identifié (longueur : 0,4 km ; altitude : 370 m). L'embouchure nord de ce lac de tête est située à :
- 2,2 km à l’ouest du cours de la rivière Jean-Boivin ;
- 2,7 km au nord-est d’une courbe de la Petite rivière Pikauba ;
- 10,7 km au sud du lac Kénogami ;
- 11,3 km au sud-ouest de la route 175 ;
- 3,5 km au sud-ouest de la confluence de la petite rivière Jean-Boivin et de la rivière Jean-Boivin[2].

À partir du petit lac de tête, le cours de la petite rivière Jean-Boivin coule sur 3,9 kilomètres entièrement en zone forestière, avec une dénivellation de 41 m, selon les segments suivants :
- 1,7 km vers le nord-est, courbant vers le nord-est, jusqu'à un coude de rivière où un ruisseau (venant du sud-est) s’y déverse ;
- 0,5 km vers le nord, en formant une courbe vers l’est, jusqu'à un ruisseau (venant du nord-ouest) ;
- 1,7 km vers le nord-est, courbant vers l’est, jusqu’à son embouchure[2].

La petite rivière Jean-Boivin se déverse dans un coude de rivière sur la rive ouest de la rivière Jean-Boivin. Cette confluence se situe à :
- 5,2 km au sud-est de la confluence de la rivière Jean-Boivin et de la rivière Cyriac ;
- 8,2 km à l’ouest de la route 175 ;
- 8,8 km au sud-ouest du lac Simoncouche ;
- 9,1 km au nord-est de la confluence de la rivière Pikauba et la Petite rivière Pikauba ;
- 9,7 km au sud-est de la confluence de la rivière Cyriac et du lac Kénogami ;
- 14,7 km au sud-ouest du barrage de Portage-des-Roches ;
- 31,3 km au sud-ouest de la confluence de la rivière Chicoutimi et de la rivière Saguenay[2].

À partir de la confluence de la petite rivière Jean-Boivin avec la rivière Jean-Boivin, le courant descend successivement cette dernière sur 6,3 km vers le nord-est, le cours de la rivière Cyriac sur 5,6 km vers le nord, puis le courant traverse le lac Kénogami sur 6,3 km vers le nord-est jusqu’au barrage de Portage-des-Roches, puis suit le cours de la rivière Chicoutimi sur 26,2 km vers l’est, puis le nord-est et le cours de la rivière Saguenay sur 114,6 km vers l’est jusqu’à Tadoussac où il conflue avec l’estuaire du Saint-Laurent.

## Toponymie
Le toponyme « Petite rivière Jean-Boivin » a été officialisé le 1er juin 1971 à la Banque des noms de lieux de la Commission de toponymie du Québec.